# Albert De Clerck
Albert Michel Jules François De Clerck (Aarsele, 28 september 1914 – Kortrijk, 22 december 1974) was een Belgisch advocaat, bestuurder en politicus voor de CVP.

## Levensloop
Hij is verwant met de families De Clerck (Beaulieu), De Nolf (Roularta) en De Brabandere (Brouwerij Bavik).
Hij doorliep zijn middelbare school aan het Klein Seminarie van Roeselare. Vanaf 1932 studeerde hij aan de Katholieke Universiteit Leuven. In 1934 stichtte hij, als jonge hoogstudent, de studentenbeweging genaamd Jong Volkse Front. In 1938 promoveerde hij tot doctor in de rechten en vestigde zich als advocaat in Kortrijk. Hij huwde met Marie-Antoinette de Brabandere met wie hij zes kinderen had, waaronder Stefaan De Clerck.
Vlak voor de Tweede Wereldoorlog was De Clerck betrokken bij de oprichting en de werking van de politieke jongerenorganisatie Jeugdfront. Na de oorlog was hij betrokken bij de uitgave van het weekblad 't Westen en behoorde hij tot de stichters van de CVP. Van 1947 tot 1964 was hij voor de partij gemeenteraadslid van Kortrijk, waar hij van 1948 tot 1950 en van 1959 tot 1961 schepen was. Bovendien zetelde hij van 1946 tot 1958 voor het arrondissement Kortrijk in de Kamer van volksvertegenwoordigers en daarna van 1958 tot 1971 voor het arrondissement Kortrijk-Ieper in de Belgische Senaat.
Bovendien was De Clerck van 1961 tot 1965 minister van Middenstand in de Regering-Lefèvre en van 1965 tot 1966 minister-staatssecretaris voor Nederlandse Cultuur in de Regering-Harmel. Van 1971 tot aan zijn dood in 1974 was hij algemeen voorzitter van het Nationaal Christelijk Middenstandsverbond (NCMV).
Hij was de schoonbroer van CVP-senator en senaatsvoorzitter Robert Vandekerckhove.

## Publicatie
- Het nieuw statuut inzake landpacht, 1951.